# Блейз Метревелі
Блейз Метреве́лі (30 липня 1977 , Брент, Великий Лондон ), англ. Blaise Metreweli) — британська державна службовиця, оголошена наступним керівником Таємної служби розвідки (MI6) після того, як Сер Річард Мур піде у відставку восени 2025 року.

## Раннє життя
Прізвище Метревелі — грузинського походження. Її дід, Костянтин Августинович Добровольський, під час 2-ї світової війни служив у допоміжній поліції у м. Корюківка, потім був агентом німецької Таємної польової поліції у Курській області, ймовірно був вбитий 1944 р. Його дружина Варвара з малолітнім сином Костянтином наприкінці війни емігрували до Великої Британії, де взяли грузинське прізвище нового чоловіка Варвари. Костянтин-молодший відслужив у британській армії, потім був вченим і нічого не знав про свого біологічного батька, як і сама Блейз, яка не знала про нацистське минуле свого діда.
Вивчала антропологію в Пембрукському коледжі Кембриджського університету.

## Кар'єра
Метревелі приєдналася до MI6 у 1999 році та постійно працювала офіцером розвідки, зокрема в MI5.,обіймала посаду «Q», генерального директора з технологій та інновацій.
У червні 2025 року Метревелі оголошена наступним керівником MI6 після того, як Сер Річард Мур піде у відставку восени 2025 року. Метревелі є першою жінкою-керівником MI6, яка відома як «C».

## Нагороди
Метревелі була удостоєна звання кавалера Ордену Святого Михайла і Святого Георгія на Королівських відзнаках до Дня народження 2024 року, де її зазначено як «Генеральний директор, Міністерство закордонних справ, Співдружності та розвитку» з формулюванням «За заслуги перед британською зовнішньою політикою».